# 423-й гвардейский самоходно-артиллерийский полк

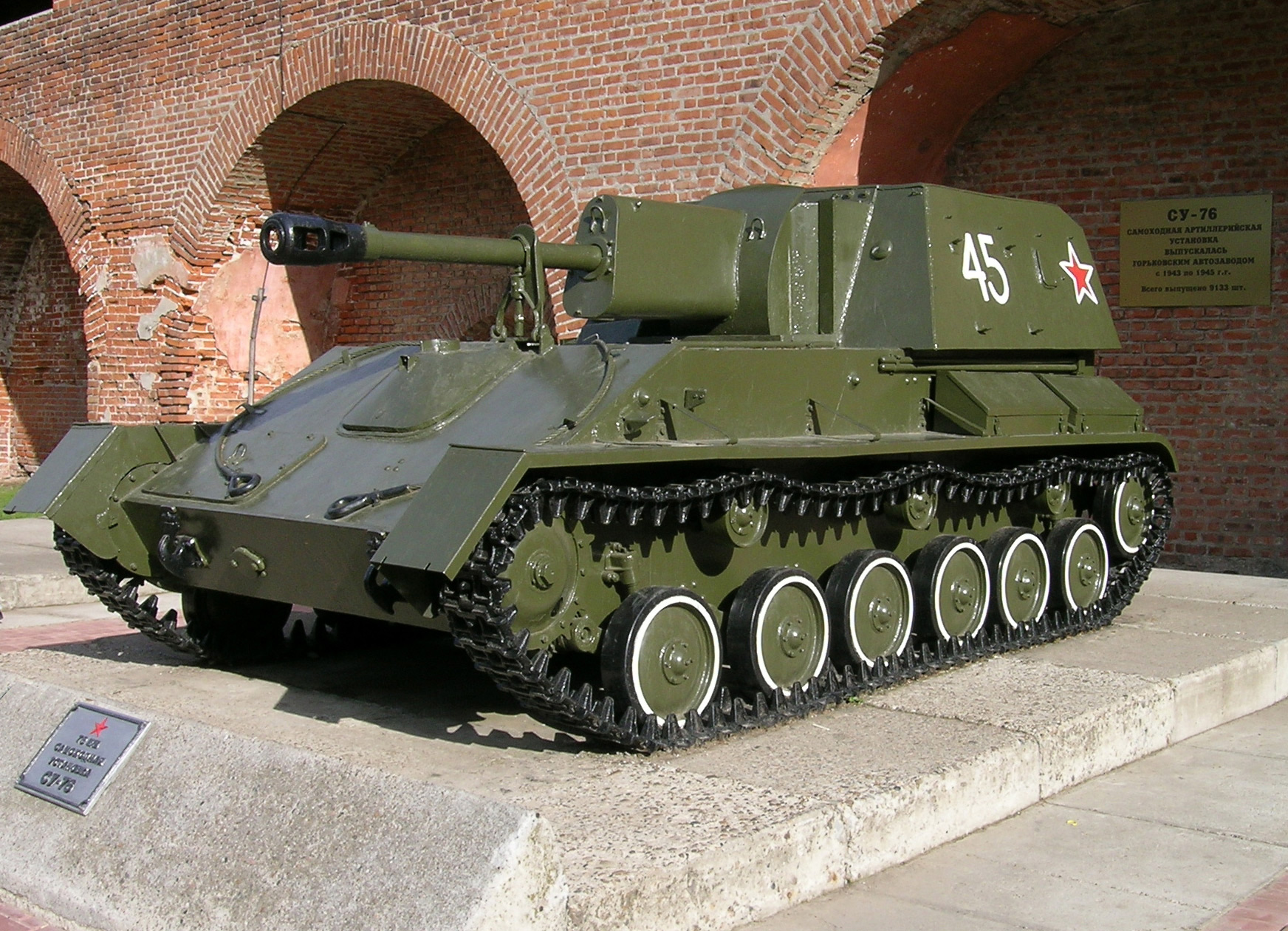
СУ-76М

423-й гвардейский самоходный артиллерийский Новгородский Краснознамённый, орденов Кутузова, Богдана Хмельницкого, Александра Невского и Красной Звезды полк — воинское формирование Вооружённых сил СССР в Великой Отечественной войне.

## История
Ведёт свою историю от сформированного под Москвой в январе 1943 года 1433-го самоходного артиллерийского полка РВГК.
За проявленные в боях отвагу, мужество, высокую дисциплину и организованность личного состава был удостоен гвардейского звания (17 марта 1945 года) и преобразован в 423-й гвардейский самоходный артиллерийский полк. 
За смелые и решительные действия при разгроме немецких войск юго-западнее Оппельн (Ополе) полк был награждён орденом Богдана Хмельницкого 2-й степени (26 апр. 1945 года). 
Высокое боевое мастерство показали воины полка в Берлинской наступательной операции. После успешного прорыва оборонит, рубежа противника на р. Нейсе подразделения полка, тесно взаимодействуя с танками и мотопехотой 6-го гв. мех. корпуса и др. частями 4 гв. ТА, участвовали в овладении гг. Потсдам (27 апреля) и Бранденбург (1 мая). 
За образцовое выполнение боевых задач при прорыве обороны немецких войск на р. Нейсе полк был награждён орденом Александра Невского, а за отличия в боях при овладении г. Бранденбург — орденом Кутузова 2-й степени (28 мая 1945 года). Боевой путь завершил в Пражской наступательной операции, в ходе которой вышел на подступы к г. Прага. 
За ратные подвиги в годы войны сотни воинов полка были награждены орденами и медалями.
Летом 1945 года полк переформирован в 134-й гвардейский отдельный самоходный артиллерийский дивизион (унаследовал регалии полка) 34-й гвардейской стрелковой дивизии  и 582-й гвардейский отдельный самоходный артиллерийский дивизион 13-й гвардейской стрелковой дивизии.

## Полное наименование
- 423-й гвардейский самоходный артиллерийский Новгородский Краснознамённый, орденов Кутузова, Богдана Хмельницкого, Александра Невского и Красной Звезды полк

## Подчинение
- 6-й гвардейский механизированный корпус 1-го Украинского фронта

## Командование
Командиры полка
- на 04.04.1945 - 28.04.1945 Рожков Павел Павлович, гвардии майор (тяжело ранен 28.04.1945, умер от ран 09.05.1945)
- на 24.04.1945 - 19.06.1945 Королёв Григорий Михайлович, гв. подполковник
- Начальники штаба полка
- на 27.04.1945	Гаранин Николай Михайлович, гв. капитан (указан в Освобождении Городов как комполка)

## Награды и наименования
| Награда                               | Дата       | За что получена |
| ------------------------------------- | ---------- | --- |
| «Новгородский»                        | 21.01.1944 | за отличие в боях с немецкими захватчиками за освобождение г. Новгород |
| Орден Красного Знамени                | 9.8.1944   | за образцовое выполнение заданий командования в боях с немецкими захватчиками, за овладение городом Остров и проявленные при этом доблесть и мужество |
| Орден Кутузова III степени            | 28.05.1945 | за образцовое выполнение заданий командования в боях с немецкими захватчиками при овладении городом Бранденбург и проявленные при этом доблесть и мужество |
| Орден Богдана Хмельницкого II степени | 26.04.1945 | за образцовое выполнение заданий командования в боях при прорыве обороны немцев и разгроме войск противника юго-западнее Оппельн и проявленные при этом доблесть и мужество |
| Орден Александра Невского             | 28.05.1945 | за образцовое выполнение заданий командования в боях при прорыве обороны немцев на реке Нейсе и овладении городами Коттбус, Люббен, Цоссен, Беелитц, Лукенвальде, Тройенбритцен, Цана, Маренфельде, Треббин, Рангсдорф, Дидерсдорф, Кельтов и проявленные при этом доблесть и мужество |
| Орден Красной Звезды                  | 07.09.1944 | за образцовое выполнение заданий командования в боях с немецкими захватчиками, за овладение городом Тарту и проявленные при этом доблесть и мужество |